# Шаровки (моллюски)
Шаро́вки, или шарики (лат. Sphaerium), — род пресноводных двустворчатых моллюсков из семейства Sphaeriidae отряда Sphaeriida.

## Описание
Овальная или шаровидная раковина длиной 2,5 см. Живородящие. Яйца развиваются в особых выводковых камерах, которые образуются на внутренних жабрах, вследствие чего из материнской раковины выходят молодые шаровки со всеми, присущими взрослым, органами. Количество их обычно не превышает десяти особей. Питаются детритом.

## Виды
- подрод Sphaerium
  - Sphaerium corneum — Роговая шаровка[1]
- подрод Nucleocyclas
  - Sphaerium nucleus
  - Sphaerium ovale
- подрод Parasphaerium
  - Sphaerium nitidum
- подрод Amesoda
  - Sphaerium rivicola — Речная шаровка[1]
- подрод Cyrenastrum
  - Sphaerium solidum — Прочная шаровка[1]
- подрод не определён
  - Sphaerium asiaticum
  - Sphaerium bequaerti
  - Sphaerium cornuta
  - Sphaerium novaezelandiae
  - Sphaerium stuhlmanni